# Saginaw Spirit
Saginaw Spirit – juniorska drużyna hokejowa grająca w OHL w dywizji zachodniej, konferencji zachodniej. Drużyna ma swoją siedzibę w Saginaw w Stanach Zjednoczonych.
- Rok założenia: 2002–2003
- Barwy: ciemnogranatowo-czerwono-srebrno-żółte
- Trener: Bob Mancini
- Manager: Bob Mancini
- Hala: The Dow Event Center

## Osiągnięcia
- Bumbacco Trophy: 2011